# Мерило (иконопись)

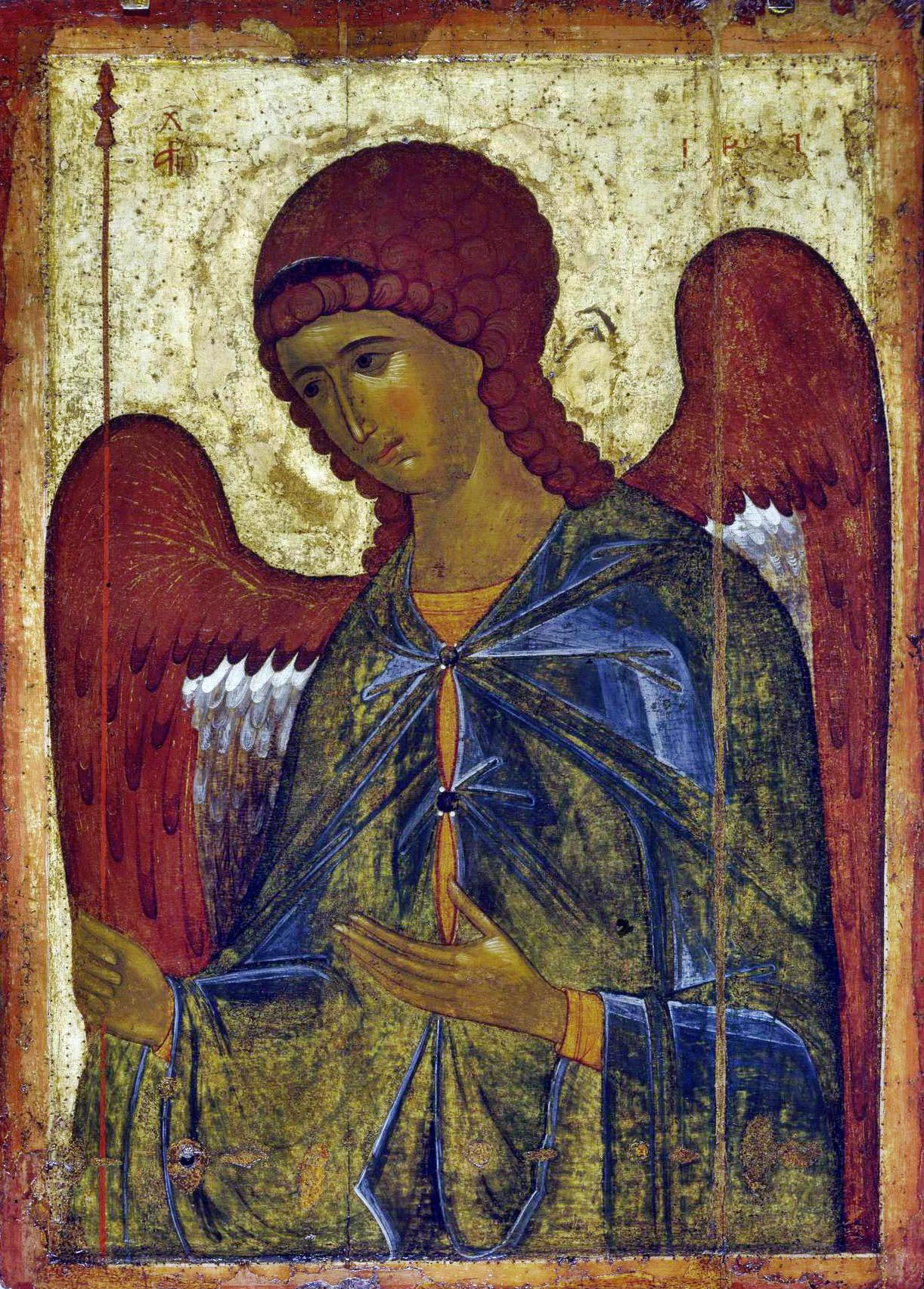
Архангел Гавриил с мерилом в руке

Мери́ло — в византийской и древнерусской иконописи один из атрибутов архангела, тонкий жезл в его руке.